# 馬馬德什
55°42′N 51°24′E / 55.700°N 51.400°E
馬馬德什（俄语：Мамады́ш）是俄羅斯韃靼斯坦共和國中部的一個城市，位於維亞特卡河下游，距首府喀山167公里。2002年人口13,509人。
1391年建立，1781年設市。